# Ilona Nord
Ilona Nord (* 18. Dezember 1966 in Marburg) ist eine deutsche evangelische Theologin und derzeit Lehrstuhlinhaberin an der Universität Würzburg (Lehrstuhl für Evangelische Theologie mit dem Schwerpunkt Religionspädagogik und Didaktik des Religionsunterrichts).

## Leben
Von 1972 bis 1986 besuchte sie die Freiherr-vom-Steinschule in Gladenbach. Von 1986 bis 1994 studierte sie Evangelische Theologie an der Goethe-Universität in Frankfurt am Main, der Universität Heidelberg und der Universität Mainz. 1994 legte sie das erste theologische Examen bei der Evangelischen Kirche in Hessen und Nassau ab. Gleichzeitig studierte sie von 1990 bis 1992 Kommunikationswissenschaften an der Universität Mainz und von 1993 bis 1996 kirchliche Öffentlichkeitsarbeit an der Fernuniversität Hagen mit der Qualifikation zur Kommunikationswirtin (GEP) ab. Ihre Promotion zur Doktorin der Theologie schloss sie 1998 an der Universität Frankfurt mit einer systematisch-theologischen Arbeit über das Liebes- und Geschlechterverständnis bei Georg Simmel und Paul Tillich, Andrea Meinhofer und Anthony Giddens ab. Für diese Arbeit erhielt sie den Leonore-Siegele-Wenschkewitz-Preis der Evangelischen Kirche in Hessen und Nassau. Danach war sie in Frankfurt am Main von 1999 bis 2000 theologische Referentin in der Abteilung Öffentlichkeitsarbeit EKD im Gemeinschaftswerk der Evangelischen Publizistik. Von 2004 bis 2006 absolvierte sie das Vikariat in der Evangelischen Kirche in Hessen und Nassau (EKHN) und legte das 2. theologische Examen vor dem Prüfungsamt der EKHN ab. Von 2006 bis 2010 war sie Pfarrerin in der Evangelischen Kirchengemeinde Frankfurt-Riedberg. Im Sommersemester 2008 war sie Gastprofessorin für Praktische Theologie an der Universität Hamburg. In diesem Fach erlangte sie im Jahre 2008 mit der Schrift Realitäten des Glaubens. Zur virtuellen Dimension christlicher Religiosität an der Westfälischen Wilhelms-Universität in Münster die Venia Legendi. Von 2008 bis 2009 war sie Dozentin an der Evangelischen Fachhochschule Darmstadt. Von 2009 bis 2010 vertrat sie die Professur für Praktische Theologie in Hamburg. Von 2010 bis 2014 lehrte sie als Juniorprofessorin Praktische Theologie, Universität Hamburg (W1). Von 2012 bis 2016 unterrichtete sie als Gastprofessorin an der Universität Umeå. Im Jahr 2015 wurde sie an die Universität Paderborn und im Jahr 2016 an die Universität Würzburg als Professorin und Lehrstuhlinhaberin berufen. In Würzburg lehrt sie die Ev. Theologie mit dem Schwerpunkt der Religionspädagogik.
Zu ihren Forschungsschwerpunkten gehören unter anderem die Theologie Paul Tillichs, die empirische Erforschung von religiöser Kommunikation, die Zusammenhänge und das Verhältnis von Religion und Medien sowie Inklusionsprozesse in Schulen und Kirchen.

## Schriften (Auswahl)
- Individualität, Geschlechterverhältnis und Liebe. Partnerschaft und ihre Lebensformen in der pluralen Gesellschaft (= Öffentliche Theologie. Band 16). Gütersloher Verlagshaus, Gütersloh 2001, ISBN 3-579-05316-7 (zugleich Dissertation, Frankfurt am Main 1999).
- Realitäten des Glaubens. Zur virtuellen Dimension christlicher Religiosität (= Praktische Theologie im Wissenschaftsdiskurs. Band 5). De Gruyter, Berlin/New York 2008, ISBN 978-3-11-020555-8 (zugleich Habilitationsschrift, Münster 2007).
- Fest des Glaubens oder Folklore? Praktisch-theologische Erkundungen zur kirchlichen Trauung. Kohlhammer, Stuttgart 2017, ISBN 3-17-033361-5.
- Inklusion im Studium Evangelische Theologie. Grundlagen und Perspektiven mit einem Schwerpunkt im Bereich von Sinnesbehinderungen. Evangelische Verlagsanstalt, Leipzig 2015, ISBN 978-3-374-04053-7.
- Hrsg. mit Hanna Zipernovszky: Religionspädagogik in einer mediatisierten Welt. Kohlhammer, Stuttgart 2017, ISBN 978-3-17-031131-2.
- Hrsg. mit Thomas Schlag: Renaissance religiöser Wahrheit. Thematisierungen und Deutungen in praktisch-theologischer Perspektive. Evangelische Verlagsanstalt, Leipzig 2017, ISBN 978-3-374-04914-1.
- Hrsg. mit Thomas Klie: Tod und Trauer im Netz. Mediale Kommunikationen in der Bestattungskultur. Kohlhammer, Stuttgart 2016, ISBN 978-3-17-029250-5.
- Hrsg. mit Swantje Luthe: Social Media, christliche Religiosität und Kirche. Studien zur Praktischen Theologie mit religionspädagogischem Schwerpunkt. Garamond ein Imprint der FORMAT Druckerei & Verlagsgesellschaft, Jena 2014, ISBN 978-3-944830-30-8.
- Hrsg. mit Andrea Bieler, Isolde Karle, HyeRan Kim-Cragg: Religion and Migration: Negotiating hospitality, agency and vulnerability. Evangelische Verlagsanstalt GmbH, Leipzig 2019, ISBN 978-3-374-06131-0.
- mit Katja Höglinger, Images of Feeling at Home. A Digital Short Story Project with Young Migrants, in: Bieler, A., Karle, I., Kim-Cragg HR. & Nord, I. (Hrsg.): Religion and Migration: Negotiating hospitality, agency and vulnerability. Evangelische Verlagsanstalt GmbH Leipzig 2019, 147–162.
- Hrsg. mit Wolfgang Beck, Joachim Valentin: 2021. Theologie und Digitalität: Ein Kompendium. Verlag Herder 2021, ISBN 978-3-451-38849-1.
- Religiöse Sozialisation von Jugendlichen in mediatisierter Welt. Ausgangsfragen und Zielsetzungen, in: Beck, W., Nord, I., Valentin, J. (Hrsg.): Theologie und Digitalität: Ein Kompendium. Verlag Herder 2021, 277–300.
- Hrsg. mit Thomas Schlag: Die Kirchen und der Populismus. Band zur Interdisziplinären Sektionstagung Praktische Theologie Herbst 2018. Veröffentlichungen der Wissenschaftlichen Gesellschaft, Evangelische Verlagsanstalt, Berlin/Leipzig 2021, ISBN 978-3-374-06463-2.
- Antisemitismus im toten Winkel? Warum das Phänomen des Antisemitismus in der Debatte um Populismus kaum diskutiert wird. Anfragen und Weiterführungen aus praktisch-theologischer Perspektive. Ein Essay, in: Nord, I. & Schlag T. (Hrsg.): Die Kirchen und der Populismus. Band zur Interdisziplinären Sektionstagung Praktische Theologie Herbst 2018. Veröffentlichungen der Wissenschaftlichen Gesellschaft, Evangelische Verlagsanstalt, Berlin/Leipzig 2021, 211–224.
- mit Oliver Adam, Churches Online in Times of Corona (CONTOC): First Results, in: Campbell, H. Revisiting the Distanced Church, 2021, 77–96. doi:10.21423/revisitingthechurch.